# Kalle Olsson (politiker)
Kalle Karl Henry Olsson, ursprungligen Karl Henry Olsson, född 1 juni 1984 i Östersund, är en svensk politiker (socialdemokrat) och tidigare politisk redaktör. Han är ordinarie riksdagsledamot sedan 2014, invald för Jämtlands läns valkrets.

## Biografi
Olsson har studerat statsvetenskap vid Mittuniversitetet samt Stockholms universitet. Olsson har medverkat som krönikör i bland annat Norrländska Socialdemokraten, Arbetarbladet och 100 procent Östersund. Innan Olsson valdes in i riksdagen arbetade han som politisk redaktör och ledarskribent på socialdemokratiska Länstidningen i Östersund (LT). Olsson har också varit ledarskribent på Dagbladet Nya Samhället.
Olsson är ledamot i utredningen Förbättrat skydd för totalförsvaret och ingick i Alarmeringstjänstutredningens politiska referensgrupp.

### Riksdagsledamot
Olsson är riksdagsledamot sedan valet 2014. Han kom in i riksdagen genom personval.
I riksdagen är Olsson ledamot i socialförsäkringsutskottet sedan 2022 och suppleant i utbildningsutskottet. Han var ledamot i försvarsutskottet 2018–2022. Olsson har även varit suppleant i bland annat finansutskottet, försvarsutskottet och konstitutionsutskottet. I försvarsutskottet arbetade han främst med frågor som rör samhällets krisberedskap och förmåga att motstå störningar samt frågor som ligger i gränslandet mellan civilt och militärt. Han verkade också för ökad statlig och polisiär närvaro i hela landet.
Olsson har också intresse för mediepolitiska frågor och har lagt en motion i riksdagen om "Den ökande medieklyftan". I den argumenterar han för att lokaljournalistiken måste stöttas på olika sätt och att det är av yttersta vikt att hela landet synliggörs. I detta synliggörande är den lokala journalistiken är en hörnsten. "I ljuset av de senaste årens dramatiska neddragningar, är det angeläget att skyndsamt belysa frågan om journalistisk närvaro, utan att äventyra principerna om fria och oberoende medier, med särskild betoning på landets mindre befolkningstäta områden."